# Plagithmysus terry
Plagithmysus terry là một loài bọ cánh cứng trong họ Cerambycidae.